# Christina Maria Elliger
Christina Maria Elliger (getauft am 23. September 1731 in Amsterdam; † begraben am 6. März 1802 ebenda) war eine niederländische Malerin.

## Leben
Christina Maria Elliger wurde am 23. September 1731 in Amsterdam getauft. Sie war die Tochter des Malers Anthony Elliger (1701–1781) und der Malerin Christina Houbraken (1695–nach 1760), der Tochter des Malers Arnold Houbraken und hatte zwei Schwestern. Am 11. Februar 1757 heiratete Christina Maria Elliger Gerard Swam. Zusammen hatten sie eine Tochter.
Als sie 17 Jahre alt war, wurde sie von Johan van Gool in seinem Buch mit Malerbiografien aufgenommen, dort wurde berichtet, sie habe mit Pastellstiften gute Porträtdarstellungen gemalt.
Christina Maria Elliger wurde am 6. März 1802 in  Amsterdam beerdigt.